# 케티 1세
케티 1세는 이집트 제9왕조의 파라오이다. 이집트 제9왕조의 건국자로, 마네토의 기록에는 '아치토에스'(Achthoes)로 등장한다. 그는 이집트 제8왕조에서 상이집트 지역으로 파견한 왕자 혹은 총독으로 추정된다. 중앙 정부가 약해지자 이것을 기회로 삼고 헤라클레오폴리스에 새롭게 왕조를 개창하였다.
마네토에 의하면, 역대 파라오 중에서 가장 포악하고 잔인했다고 하며 잔혹한 통치로 인해 대규모 반란이 일어나 반란군들에게 사로잡혀 악어에게 잡아먹혔다고 한다. 토리노 파피루스 상에서도 나쁜 역사로 간주하고 이름을 누락시킨 것으로 보이지만, 본래 4-18 혹은 4-19의 자리에 이름이 있었을 것이라는 설도 있다.
| 전임 와지카레 | 이집트 제9왕조의 파라오 ? | 후임 정체불명의 파라오 |